# Ride Lonesome
Ride Lonesome (Brasil: O Homem Que Luta Só ) é um filme estadunidense, de 1959, do gênero faroeste, dirigido por Budd Boetticher, roteirizado por Burt Kennedy, música de Heinz Roemheld.

## Sinopse
Caçador de recompensas, para vingar-se, captura irmão de fora da lei, como isca pra atraí-lo, a ele se juntam outros dois caçadores de recompensa e uma mulher.

## Elenco
- Randolph Scott ....... Ben Brigade
- Karen Steele ....... Carrie Lane
- Pernell Roberts ....... Sam Boone
- James Coburn ....... Whit
- James Best ....... Billy John
- Lee Van Cleef ....... Frank